# Hialeah
Hialeah város az Amerikai Egyesült Államokban, Florida államban, Miami-Dade megyeben. Lakosainak száma 223 109 fő (2020. április 1.).

## Népesség
A település népességének változása:

| 2010 | 224 669 |
| 2020 | 223 109 |